# نامه‌ای که هرگز فرستاده نشد
نامه‌ای که هرگز فرستاده نشد یا نامهٔ ارسال‌نشده (روسی: Неотправленное письмо) یک فیلم ماجراجویی درام روسی به کارگردانی میخائیل کالاتازوف و هنرنمایی تاتیانا سامویلووا است که در سال ۱۹۶۰ منتشر شد. این فیلم برای اکران در جشنواره فیلم کن ۱۹۶۰ انتخاب شده بود، اما پیش از نمایش، پس گرفته شد و مسئولان شوروی گفتند که «فیلم ناتمام است». (در واقع کالاتازوف می‌خواست برخی از سکانس‌های فیلم را دوباره فیلم‌برداری کند تا قابل نمایش در شوروی باشد). این فیلم، به‌صورت سیاه‌وسفید (با نسبت تصویر ۴:۳) فیلم‌برداری شد و صدای مونو داشت.

## بازیگران
- تاتیانا سامویلووا
- اینوکنتی اسمکتونفسکی
- واسیلی لیوانوف